# Egidio Chiarini
Egidio Chiarini (Mazzano, 17 novembre 1917 – 26 febbraio 2000) è stato un politico italiano.

## Biografia
Antifascista, partigiano nelle Brigate Fiamme Verdi, fu sindaco della sua città natale dal 1945 al 1964. Esponente della Democrazia Cristiana, venne eletto deputato nella I e II legislatura.